# 大切なもの (みつきの曲)
「大切なもの」（たいせつなもの）とは、みつきのデビューシングルである。2007年6月20日発売。「みつき」は高畑充希の歌手活動の名義であるが、アルバム「PLAY LIST」のみ「高畑充希」で発表した。

## 解説
プロデュースはコブクロの小渕健太郎。小渕はコーラスにも参加し、PV・ジャケットデザインも手がけている。
初回盤、通常盤とあり、初回盤には「大切なもの」のVideo Clip（監督は松本 剛）とメイキング映像収録のDVD付。
表題曲とカップリング曲が主題歌として使われている作品はどちらも松山ケンイチ主演作品。

## 収録曲
1. 大切なもの
  - 作詞・作曲・編曲：小渕健太郎
  - 松竹系映画『ドルフィンブルー フジ、もういちど宙へ』主題歌。
2. ひとつだけ
  - 作詞・作曲：馬場俊英 編曲：小渕健太郎
  - 日本テレビ系ドラマ『セクシーボイスアンドロボ』主題歌。
3. 青い風
  - 作詞・作曲・編曲：小渕健太郎
  - 関西テレビ系『グータンヌーボ』エンディングテーマ（2007年8月 - 9月）
4. 大切なもの（Instrumental）
5. ひとつだけ（Instrumental）
6. 青い風（Instrumental）